# اس‌ام‌اس جی۴۲
اس‌ام‌اس جی۴۲ (به انگلیسی: SMS G42) یک کشتی بود که طول آن 79.5 meters بود. این کشتی در سال ۱۹۱۵ ساخته شد.